# 마이 리틀 포니: 이퀘스트리아 걸스 - 명절 이야기 모음
마이 리틀 포니: 이퀘스트리아 걸스 - 명절 이야기 모음(영어: My Little Pony: Equestria Girls – Holidays Unwrapped)는 해즈브로의 마이 리틀 포니: 이퀘스트리아 걸스 토이라인을 기반으로 한 2019 캐나다-미국 플래시 애니메이션 1 시간 TV 스페셜.
스페셜은 2019년 11월 2일 디스커버리 패밀리에서 방영되었다.

## 줄거리
시험 기간 이야기, 사과 소다 만들기, 쇼핑하기, 명절 보내기 등등, 이퀘스트리아 걸스 친구들의 다양한 이야기가 펼쳐진다.

## 목소리 출연
- 박지윤
- 여민정
- 조현정
- 김율
- 조경이
- 박소라
- 은영선